# Bruno Volkmann
Bruno Matheus Volkmann (* 4. Juli 1990) ist ein professioneller brasilianischer Pokerspieler und ehemaliger Tennisspieler. Er führte im November 2021 für 3 Wochen die Onlinepoker-Weltrangliste an.

## Tenniskarriere
Volkmann qualifizierte sich als Wildcarder von 2009 bis 2012 für das ATP Challenger Itajaí, schied bei den Turnieren in Blumenau jedoch jeweils in der 1. Runde aus. Sein letztes Profispiel absolvierte er im September 2014. Seine höchsten Platzierungen in der Herren-Weltrangliste erreichte der Brasilianer mit Platz 1447 im Einzel sowie Rang 1093 im Doppel.

## Pokerkarriere
Volkmann spielt seit Mai 2010 Onlinepoker. Er spielte auf allen gängigen Pokerräumen und ist mittlerweile vorrangig als great dant auf PokerStars, als gaufreancien bei Winamax sowie unter seinem echten Namen auf den Plattformen GGPoker und partypoker aktiv. Seine Online-Turniergewinne belaufen sich auf knapp 13 Millionen US-Dollar, womit er zu den erfolgreichsten Onlineturnierspielern zählt. Den Großteil von mehr als 6 Millionen US-Dollar erspielte sich der Brasilianer dabei auf PokerStars, wo er 2017, 2018 und 2021 jeweils einen Titel bei der World Championship of Online Poker und 2021 ein Turnier der Spring Championship of Online Poker gewann. Bei GGPoker sicherte er sich im September 2020 den Sieg bei den Super Million$ High Rollers mit einem Hauptpreis von rund 565.000 US-Dollar und wiederholte diesen Triumph im Mai 2021, wofür er knapp 320.000 US-Dollar erhielt. Darüber hinaus erzielte Volkmann auf der Plattform bei der World Series of Poker Online 13 Geldplatzierungen bei der Erstaustragung 2020 sowie 8 Geldplatzierungen im Jahr 2021. Vom 3. bis 23. November 2021 stand Volkmann für 3 Wochen auf Platz eins des PokerStake-Rankings, das die erfolgreichsten Onlinepoker-Turnierspieler weltweit listet.
Seine erste Geldplatzierung bei einem Live-Pokerturnier erzielte der Brasilianer Ende März 2015 beim Main Event der European Poker Tour auf Malta. Mitte März 2019 erreichte er beim Main Event der partypoker Millions South America in Rio de Janeiro den Finaltisch und beendete das Turnier auf dem mit knapp 700.000 US-Dollar dotierten zweiten Platz. Bei der Brazilian Series of Poker in São Paulo gewann Volkmann Ende November 2019 das Super High Roller mit einer Siegprämie von umgerechnet knapp 100.000 US-Dollar und damit sein erstes Live-Turnier. Im Mai 2022 belegte er bei der Triton Poker Series in Madrid einen sechsten und siebten Platz, was ihm Preisgelder von über 740.000 Euro einbrachte. Bei der Austragung der Turnierserie in London erreichte der Brasilianer ab Ende Juli 2023 drei Finaltische, die ihm Auszahlungen von knapp 1,8 Millionen US-Dollar einbrachten.
Insgesamt hat sich Volkmann mit Poker bei Live-Turnieren mehr als 4,5 Millionen US-Dollar erspielt und ist damit nach Yuri Dzivielevski und João Simão der dritterfolgreichste brasilianische Pokerspieler.